# مايك روز
مايك روز (بالإنجليزية: Mike Rose)‏ هو لاعب كرة قاعدة أمريكي، ولد في 25 أغسطس 1976 في ساكرامنتو في الولايات المتحدة.

## وصلات خارجية
- مايك روز على موقعبيزبول رفرنس.كوم (الدوري الرئيسي) (الإنجليزية)
- مايك روز على موقعبيزبول رفرنس.كوم (الدوري الثانوي) (الإنجليزية)